# S&P Tiefsee Öl & Gas Index
S&P Tiefsee Öl & Gas Index bezeichnet einen Aktienindex, welcher sich aus Ölserviceunternehmen mit Schwerpunkt Tiefseeförderung zusammensetzt. Der Index wird von Standard & Poor’s berechnet und bildet mindestens 15 Unternehmen dieses Bereichs ab. Derzeit befinden sich 22 Unternehmen im Index. Diese sind vornehmlich auf den Gebieten Tiefseebohrungen, Überwasserversorgung, Seismographie und Unterwasserkonstruktion tätig. Alle enthaltenen Aktiengesellschaften gehen mit gleicher Gewichtung in die Indexberechnung ein. Der S&P Tiefsee Öl & Gas Index ist ein sogenannter Total Return (TR)-Index, d. h., Dividenden werden reinvestiert und somit bei der Indexberechnung berücksichtigt. Die Indexzusammensetzung wird zweimal jährlich überprüft und gegebenenfalls angepasst. Hierbei erfolgt auch eine erneute Gleichgewichtung der enthaltenen Gesellschaften. Für die Aufnahme in den Index werden grundsätzlich alle Unternehmen der entsprechenden Branche berücksichtigt, jedoch müssen einige Mindestanforderungen erfüllt sein. Hierzu gehört ein tägliches Handelsvolumen von 1 Million US-Dollar und eine Marktkapitalisierung von 500 Millionen US-Dollar. 
Offshore-Förderung von Energierohstoffen wie Öl und Gas wird derzeit aufgrund steigender Nachfrage immer bedeutender. Im Zuge der steigenden Preise ergibt sich zudem eine zunehmende Möglichkeit der Förderung, da hierdurch vormals unwirtschaftliche Lagerstätten rentabel genutzt werden können.

## Im Index enthaltene Unternehmen
Stand: Juni 2008
| Nr. | Unternehmen                             | Börsenlisting | Marktkapitalisierung (USD) |
| --- | --------------------------------------- | ------------- | -------------------------- |
| 1   | Transocean Inc.                         | New York      | 48.628 Mio                 |
| 2   | Diamond Offshore Drilling Inc.          | New York      | 19.158 Mio                 |
| 3   | Noble Corporation                       | New York      | 17.405 Mio                 |
| 4   | Seadrill Ltd.                           | Oslo          | 12.184 Mio                 |
| 5   | Cameron International Corp.             | New York      | 11.897 Mio                 |
| 6   | FMC Technologies Inc.                   | New York      | 9.621 Mio                  |
| 7   | Pride International Inc.                | New York      | 8.017 Mio                  |
| 8   | Fugro NV                                | Amsterdam     | 5.797 Mio                  |
| 9   | Acergy SA                               | Oslo          | 4.394 Mio                  |
| 10  | Oceaneering International Services Inc. | New York      | 4.202 Mio                  |
| 11  | Fred. Olsen Energy ASA                  | Oslo          | 4.000 Mio                  |
| 12  | Subsea 7 Inc.                           | Oslo          | 3.708 Mio                  |
| 13  | Dril-Quip Inc                           | New York      | 2.597 Mio                  |
| 14  | Prosafe SE                              | Oslo          | 2.277 Mio                  |
| 15  | Songa Offshore ASA                      | Oslo          | 1.523 Mio                  |
| 16  | Ocean RIG ASA                           | Oslo          | 1.516 Mio                  |
| 17  | Hornbeck Offshore Services Inc.         | New York      | 1.473 Mio                  |
| 18  | Ezra Holdings Ltd.                      | Singapur      | 1.122 Mio                  |
| 19  | Swiber Holdings Ltd.                    | Singapur      | 794 Mio                    |
| 20  | Newpark Resources                       | New York      | 712 Mio                    |
| 21  | Gulf Island Fabrication Inc.            | NASDAQ        | 697 Mio                    |
| 22  | Deep Sea Supply PLC                     | Oslo          | 482 Mio                    |